# Dioklecijanovi progoni
Dioklecijanovi progoni ili Veliki progoni, je naziv za posljednje velike progone kršćana od strane vlasti Rimskog Carstva, a koji su se zbili početkom 4. stoljeća. Ime su dobili po caru Dioklecijanu, jednom od vladara tadašnje tetrarhije, koji je 303. zajedno sa svojim kolegama Maksimijanom, Galerijem i Konstancijem Klorom izdao niz edikata kojima se pod prijetnjom strogih kazni zahtijeva od kršćanskih vjernika da prakticiraju tradicionalne rimske obrede; kasniji edikti su, pak, bili usmjereni protiv kršćanskog svećenstva te doveli do konfiskacije crkvene imovine i spaljivanja crkvenih knjiga i tekstova. Progoni su bili različiti po svom intenzitetu u različitim dijelovima Carstva - na zapadu, u Britaniji i Galiji su bili najslabiji, a u istočnim provincijama najžešći. U nekoliko navrata su edikti poništavani, da bi ih formalno ukinuo tek Milanski edikt koga su 313. donijeli carevi Konstantin i Licinije.
Kršćani su od 1. stoljeća bili izloženi religijskoj diskriminaciji i povremenim progonima, ali rani carevi nisu donosili zakone ili administrativne mjere usmjerene isključivo protiv njih. Tek je u vrijeme krize 3. stoljeća kršćanstvo shvaćeno kao dovoljno snažna prijetnja postojećem poretku, te su 250-ih carevi Decije i Valerijan izdali zakone koji kršćanima nalažu da pod prijetnjom pogubljenja ili zatvora prinose žrtve rimskim bogovima. 260-ih je car Galijen uglavnom ignorirao takve zakone, a ni sam dolazak Dioklecijana na vlast godine 284. nije doveo do nove eskalacije progona. Dioklecijan je, međutim, vrlo postepeno počeo pokazivati sve manje tolerancije prema vjerskim manjima. U prvih petnaest godina vladavine je tako naredio da se iz vojske izbace svi kršćani, te manihejce - čiju je doktrinu smatrao posebno opasnom - osudio na smrt; postepeno se na svom dvoru okružio isključivo s protivnicima kršćanstva. Dioklecijanu je motiv za progone bilo nastojanje da što je mogućže više nametne u prethodnim decenijama uzdrman autoritet carske vlasti, odnosno obnovi nekadašnju rimsku slavu i tradicije. Prema kršćanima je još više neprijateljstva pokazivao njegov kolega Galerije, te ga u zimu 302. počeo nagovarati da otpočne iskorjenjivanje kršćana na cijeloj teritoriji Carstva. Dioklecijan je, međutim, ispočetka bio oprezan i prvo se savjetovao s Apolonovim proročištem. Tek kada je odgovor proročišta protumačen kao podrška Galerijevim stavovima, prvi edikt je donesen 24. veljače 303.
Dok su se Dioklecijan i Galerije istakli kao žestoki progonitelji kršćana u istočnim provincijama, za progone je bilo malo entuzijazma u zapadnom dijelu, pogotovo na područjima pod vlašću Konstancija Klora. Kada je 306. Klor umro, vojska je za novog vladara izvikala njegovog sina Konstantina, čija je majka bila Helena bila kršćanka i koji je smjesta obustavio progone. U Italiji je ubrzo nakon toga prijestolje uzurpirao Maksencije, nastojeći steći podršku kršćanskih podanika najavom o obustavama progona. Progoni su tako od 306. uglavnom nastavljeni na istoku, ali je 311. čak i Galerije shvatio da su kontraproduktivni, te ih obustavio ediktom o toleranciji, kojim je kršćanima priznata sloboda vjeroispovjesti. Taj je ukaz, međutim, odmah poništio njegov nasljednik Maksimin Daja. Progone će formalno okončati tek Konstantin i Licinije kada 313. konsolidiraju vlast nad Carstvom.
U vrijeme kada su progoni započeli, kršćanstvo je već bilo snažno u najbogatijim dijelovima, odnosno među politički najutjecajnijim društvenim sukupinama Carstva, pa ne samo da je pokušaj njegovog iskorjenjivanja unaprijed bio osuđen na neuspjeh, nego progoni čak nisu uspjeli zaustaviti ni širenje kršćanstva. Novi car Konstantin je 324. postao jedinim vladarom te ga počeo promicati, učinivši ga de facto državnom religijom. Neki povjesničari, pak, drže da su progoni uzrokovali između 3000 i 3500 žrtava, i da je najveći broj kršćana izbjegao progone. Međutim, progoni su ipak imali određene dugoročne posljedice na kršćansku crkvu. Prije svega se to odnosilo na rascjep između "čistih" kršćana koji su bili voljni postati kršćanski mučenici i onih koji su se formalno pokorili carskim ediktima, odnosno tzv. "izdajnika" (traditores); on je poslužio kao povod sa šizmu donatista u Sjevernoj Africi i meletijanaca u Egiptu koji će stoljećima izazivati sukobe unutar kršćanske zajednice. 
U stoljećima koji su slijedili, Dioklecijanovi progoni su određenim kršćanskim zajednicama poslužili da stvori "kult mučenika", a vrlo često je bilo prenaglašavanje i pretjerivanje u navođenju opsega i razmjera okrutnosti progona. Kasniji povjesničari, počevši od doba Prosvjetiteljstva u 18. stoljeću su počeli dovoditi u sumnju tradicionalne kršćanske navode o progonima, a u tome se pogotovo istakao Edward Gibbon.
Poznati sveci koji su stradali za vrijeme Dioklecijanovih progona su: (sv. Dujam, sv. Florijan, sv. Stošija, sv. Lucija, Sveta Katarina Aleksandrijska, sv. Agneza Rimska, sv. Eufemija, sv. Filomena, sv. Euzebije i Polion, sv. Margareta, sv. Kancijan, sv. Demetrije Srijemski, sv. Pankracije, sv. Denis, sv. Afra i brojni drugi).

## Vanjske povezice
- A Chronological Chart of the Persecution with primary sources hyperlinked
- Well referenced essay on the Persecution at AncientWorlds.net
- Persecution of Christians from Britannica